# Dépression tropicale Un (2009)
La dépression tropicale Un a été le premier système tropical de la saison 2009 des ouragans de l'Atlantique. Elle s'est formée le 28 mai soit avant le début officiel de la saison. C'était la troisième année consécutive que cela survenait et le troisième trio d'années à le faire.
La dépression Un s'est formée à partir d'un centre dépressionnaire orageux désorganisé au large de la Caroline du Nord au-dessus du Gulf Stream. Après avoir atteint des vents maximums soutenus de 55 km/h et une pression centrale de 1 006 hPa, elle s'est rapidement transformée en une dépression extratropicale à cause du fort cisaillement des vents en altitude et de son passage au-dessus de températures de la mer plus froide. Dès le 29 mai en après-midi, la National Hurricane Center américain a envoyé son dernier bulletin à propos de ce système.
La dépression tropicale Un n'a eu aucun effet sur terre mais son précurseur a donné de la pluie et de légers vents à la côte de Caroline du Nord.

## Évolution météorologique
À la mi-mai, une zone frontale s'est bloquée près des Bahamas et a lentement dégénéré. Le 25 mai, un creux d'onde courte météorologique a entraîné le déplacement de la partie nord du système au nord des Bahamas. Le jour suivant, une dépression de surface s'est développée le long de la limite à environ 465 km au sud-sud-ouest de Wilmington, en Caroline du Nord.
Suivi vers le nord, le système est devenu de plus en plus organisé. Le 27 mai, le National Hurricane Center (NHC) a commencé à suivre la dépression alors qu'elle était située à environ 195 km au sud du cap Hatteras, en Caroline du Nord, avec une crête barométrique d'altitude située au sud-est du système qui le dirigeait vers le nord-est. Cependant, à 0 h UTC le 28 mai,  il abandonna l'idée d'un développement future alors que le système était situé à environ 150 km à l'est du cap Hatteras. Contre toute attente, vers 15 h UTC, la dépression repris de la vigueur et fut désignée comme dépression tropicale Un à environ 500 km au sud de Providence (Rhode Island). Après avoir été classée, la dépression a présenté une activité convective profonde, avec le centre de circulation situé sur le bord nord-ouest, résultat d'un faible cisaillement des vents d'altitude et des eaux chaudes, jusqu'à 26 °C, du Gulf Stream.
Plus tard durant la journée, la convection a commencé à diminuer à mesure que la dépression se dirigeait vers une zone de cisaillement progressivement plus élevé et d'eaux plus froides. À ce moment-là, le système était sous une circulation d'ouest entre une crête subtropicale au sud-est et un creux barométrique au nord-ouest. Vers 23 h 30 UTC, les données du satellite météorologique QuickSCAT montrèrent des vents de force de tempête tropicale mais il a été déterminé que celles-ci avaient été affectées par la pluie et n'étaient donc pas représentatifs de l'intensité réelle de la dépression. Après le passage du satellite, le centre de circulation est devenu partiellement exposé au nord-ouest et la zone de convection associée à la dépression a diminué en superficie.
Durant la nuit du 28 au 29 mai, la dépression tropicale Un a presque atteint le statut de tempête tropicale selon les estimations d'intensité utilisant la technique de Dvorak. Après un regain d'activité convective, les averses et orages ont de nouveau diminué au matin. Maintenant située en bordure nord du Gulf Stream, l'intensification en tempête tropicale n'était plus prévue et plus tard ce matin-là, le centre de circulation est devenu entièrement exposé par le fort cisaillement du vent. Un creux barométrique approchant de l'ouest a également commencé à absorber la petite dépression à ce moment-là. La convection restante associée au système fut déplacée vers le sud-est et sans convection, elle est devenue post-tropicale au cours de l'après-midi du 29 mai.
À 21 h UTC, le NHC a émis son dernier avis sur la dépression tropicale. Les restes de la dépression tropicale ont persisté jusqu'à 6 h UTC le 30 mai, date à laquelle ils furent absorbés par un front chaud au sud de la Nouvelle-Écosse.

## Impacts
Le précurseur de la dépression tropicale Un a produit des averses sur certaines parties de la Caroline du Nord le 27 mai. Les précipitations au cap Hatteras se sont élevées à peine à 2,5 mm et les rafales mesurées à 37 km/h. Une augmentation des vents le long des zones côtières fut possible car les bords extérieurs de la dépression les ont touché. La dépression tropicale Un était le plus au nord qu'un cyclone tropical de mai se soit formé en date de 2009, selon le rapport sur les cyclones tropicaux du NHC.